# Norsk Hydro

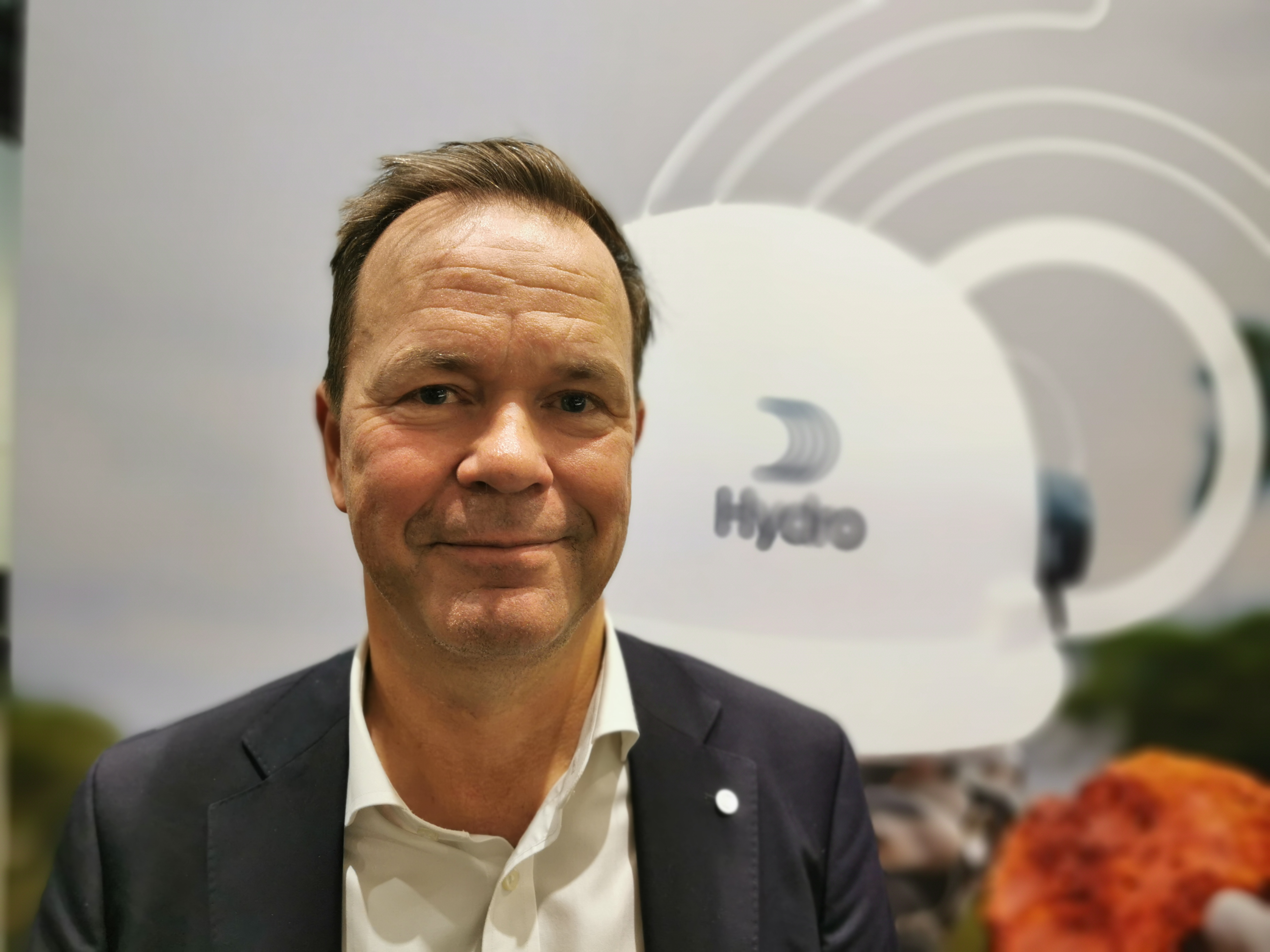
Eivind Kallevik auf der ALUMINUM 2024

Historisches Hydro-Logo bis 2018

Norsk Hydro ASA ist ein internationaler Aluminiumproduzent mit Sitz in Oslo. Das Unternehmen ist im OBX Index gelistet.

## Kerngeschäft
Seit der Abspaltung der Sparte Erdöl & Energie zum 1. Oktober 2007 (diese fusionierte mit dem Statoil-Konzern zu StatoilHydro) konzentriert sich Hydro auf sein Aluminiumgeschäft. Hydro gehört 2013 zu den größten Aluminiumproduzenten der Welt.
2002 erwarb Hydro den führenden deutschen Aluminiumproduzenten VAW vom deutschen Versorgungsunternehmen E.ON.
Norsk Hydro unterhält Geschäftsaktivitäten in 40 Ländern der Erde, auf allen Kontinenten. Der norwegische Staat hält 34,26 Prozent der Firmenanteile. Der Konzern beschäftigt mittlerweile rund 34.200 Mitarbeiter (Stand: 2020). Die Vorstandsvorsitzende ist seit dem 8. Mai 2019 Hilde Merete Aasheim.

## Geschichte
Das Unternehmen wurde am 2. Dezember 1905 von Sam Eyde und Kristian Birkeland gegründet, um ein neues – von Birkeland entwickeltes – Verfahren zur Produktion von Mineraldünger durch Bindung von Luftstickstoff kommerziell zu nutzen. Hydros erste Fabrik entstand in Notodden, gefolgt von einer weiteren in Rjukan.

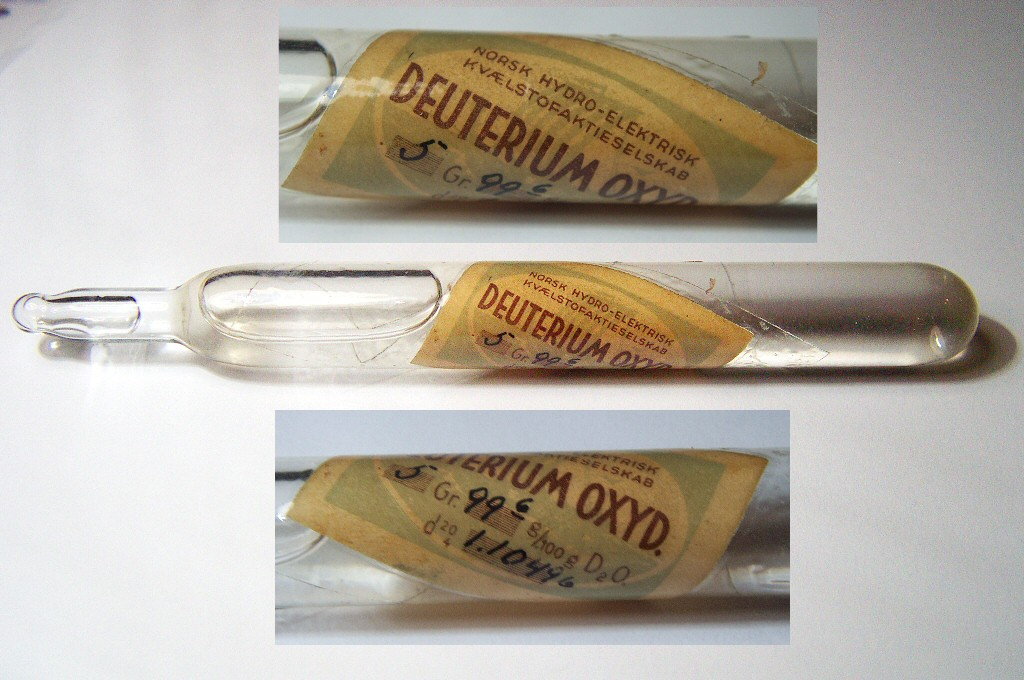
„Schweres Wasser“ von Norsk Hydro

Ab ca. 1929 verwendete Norsk Hydro zur Herstellung von Stickstoffdünger das Haber-Bosch-Verfahren, das gegenüber dem Birkeland-Eyde-Verfahren Vorteile aufweist. 

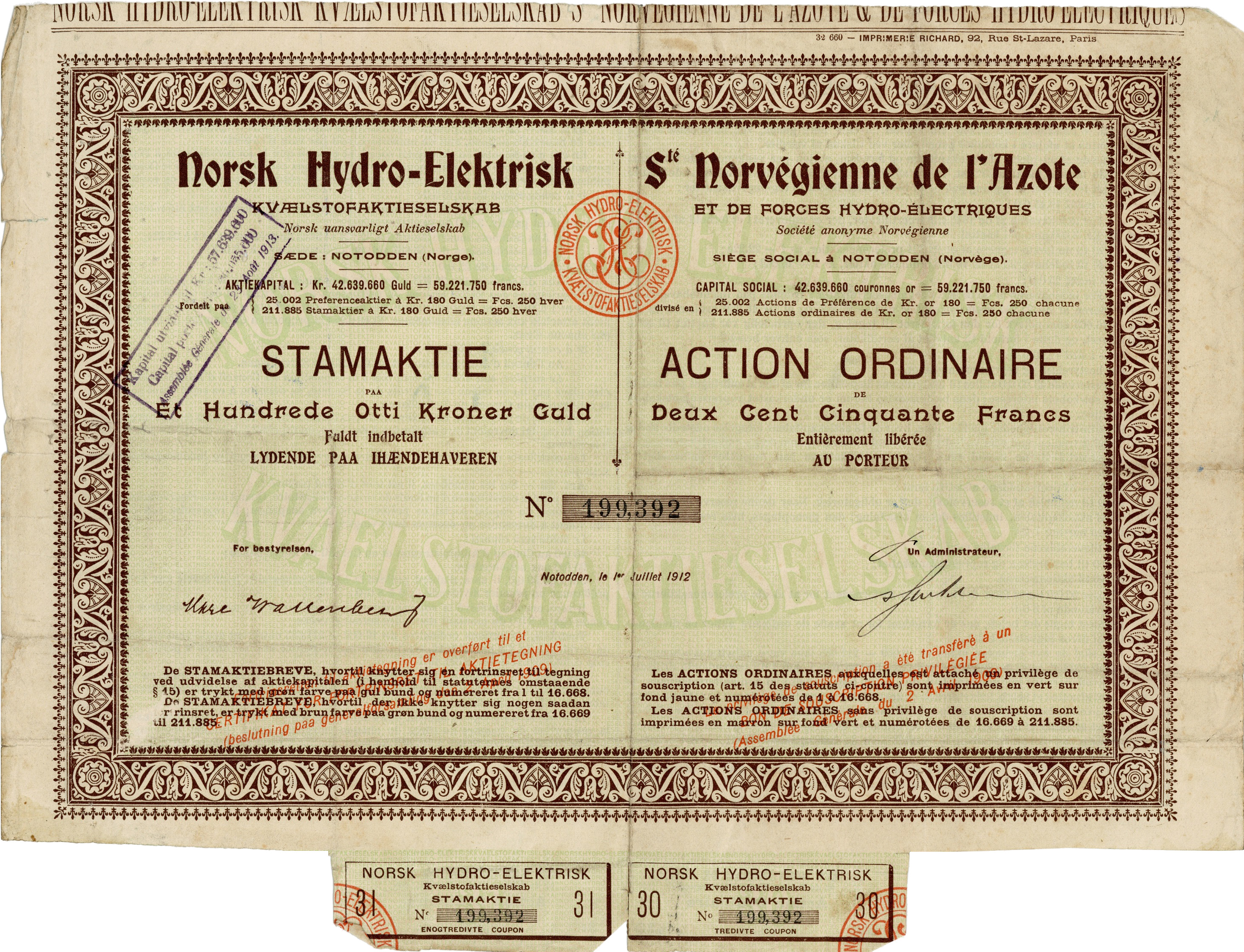
Aktie der Norsk Hydro-Elektrisk Kvælstofaktieselskab über 180 Goldkronen = 250 Francs, ausgegeben am 1. Juli 1912 in Notodden, im Original unterschrieben von Knut Agathon Wallenberg für den Verwaltungsrat

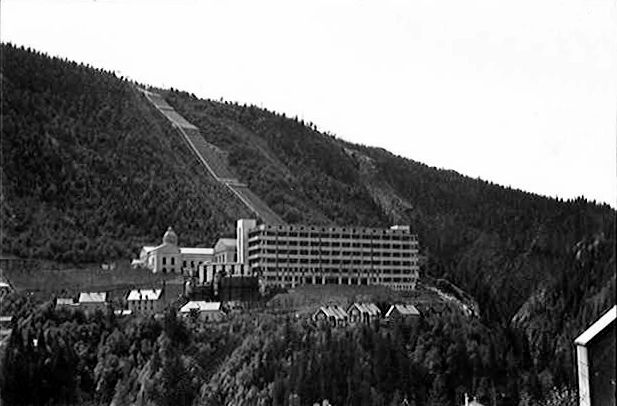
Chemie- und Wasserkraftwerk Vemork von Norsk Hydro bei Rjukan mit Schwerwasser-Produktionsanlage im Frontgebäude, 1935

Für die Produktionsanlagen in Rjukan stand ab 1934 der für das Haber-Bosch-Verfahren in großen Mengen benötigte Wasserstoff aus der neuerrichteten Fabrik am Kraftwerk Vemork zur Verfügung. Die Fabrik stellte Wasserstoff durch die Elektrolyse von Wasser her und benötigte dazu viel elektrische Energie. Um die Energieverluste möglichst gering zu halten, wurde die Wasserelektrolyse daher direkt neben dem Kraftwerk errichtet. Der erzeugte Wasserstoff wurde über eine Rohrleitung zu den Anlagen nach Rjukan transportiert.
Als Nebenprodukt der Wasserelektrolyse fällt schweres Wasser an, wodurch die Wasserstofffabrik in Vemork seinerzeit der einzige Herstellungsort für hochkonzentriertes schweres Wasser in Europa war. Nach der Okkupation Norwegens durch die deutsche Besatzungsmacht im April 1940 wurde die Produktion des schweren Wassers – das dem Uranprojekt zugutekommen sollte – vorangetrieben. Die Fabrik wurde Ziel einer der spektakulärsten Widerstandsaktionen des Zweiten Weltkriegs, als es zwölf in England ausgebildeten Norwegern am 27. Februar 1943 gelang, große Teile der Anlage in die Luft zu sprengen. Diese Ereignisse lieferten den Hintergrund für den englischen Spielfilm Kennwort „Schweres Wasser“ (The Heroes of Telemark, 1965) und die norwegische TV-Miniserie Saboteure im Eis (Kampen om tungtvannet, 2015). An dem Angriff war auch Knut Haugland beteiligt, der 1947 durch die Kon-Tiki-Expedition bekannt wurde. Dem raschen Wiederaufbau folgten Bombenangriffe der Alliierten.
Zum 100-jährigen Jubiläum von Norsk Hydro im Jahre 2005 erschien eine von unabhängigen Historikern ausgearbeitete dreibändige Firmengeschichte, die unter anderem die intensive Zusammenarbeit mit der deutschen Besatzungsmacht kritisch hinterfragt. So beschäftigte die Firma im Werk Porsgrunn im Sommer 1943 auch zirka 1000 Zwangsarbeiter sowie 300 jugoslawische und sowjetische Kriegsgefangene. Die Werksanlagen wurden zeitweise von norwegischen SS-Soldaten bewacht. Hydro kooperierte außerdem eng mit dem deutschen Chemiekonzern I.G. Farben.
Zu Beginn der 1970er Jahre machte sich das Unternehmen einer massiven Umweltverschmutzung, vor allem in der Nähe des Standorts Porsgrunn, schuldig. Erst 1974 entspannte sich die Lage aufgrund neuer gesetzlicher Vorschriften. Dennoch wurde Norsk Hydro noch in den 1980er Jahren mehrfach das Ziel von Protestaktionen durch Umweltschützer.
1999 erwarb Norsk Hydro den norwegischen Öl- und Gasproduzenten Saga Petroleum. Hydros Düngemittelgeschäft, das in der Tochtergesellschaft Hydro Agri gebündelt war, wurde am 26. März 2004 in die börsennotierte Yara International, mit Produktionsstätten u. a. in Brunsbüttel, Rostock, Porsgrunn und Glomfjord, ausgegliedert. Norsk Hydro gab seine Yara-Aktien an Hydro-Aktionäre ab und hält heute keine Anteile mehr an Yara.
2002 erwarb Norsk Hydro die VAW Aluminium für 3,1 Mrd. EUR von E.ON. Im Oktober 2002 kaufte die Norsk Hydro die übrigen 50 % Anteile an dem Tochterunternehmen SAPA. Norsk Hydro war bis zur Abspaltung der Erdöl- und Energie-Sparte der zweitgrößte Öl- und Gasförderer auf dem norwegischen Kontinentalschelf. Diese fusionierte am 1. Oktober 2007 mit dem ebenfalls norwegischen Statoil-Konzern. Norsk Hydro arbeitet seitdem als reine Aluminiumgesellschaft weiter.

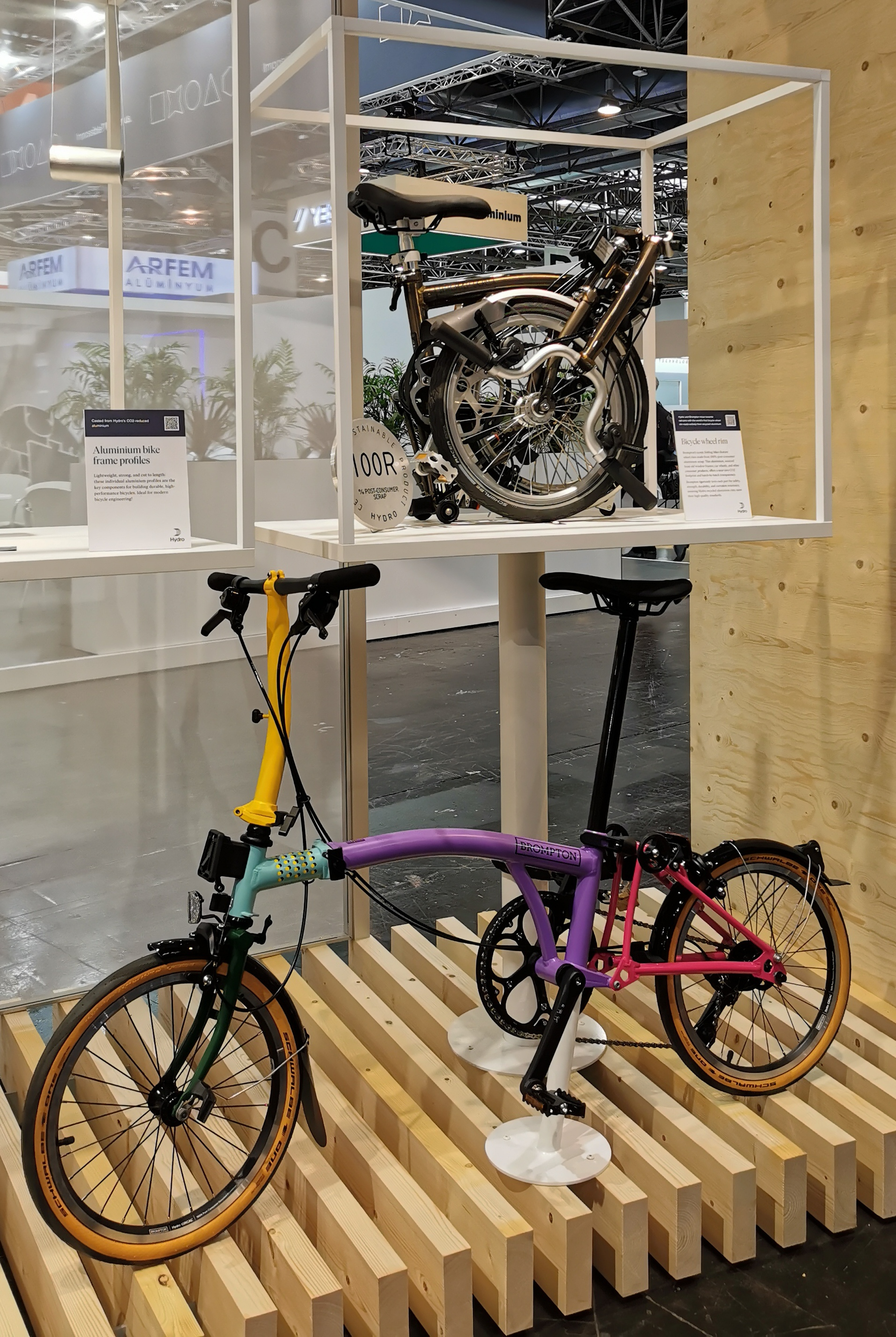
Hydro-Räder aus recycelten Aluminium (2024)

Im Jahr 2009 verkaufte das Unternehmen seine Sparte Automotive Structures mit zirka 1.200 Mitarbeitern und einem Umsatz von rund 260 Millionen Euro an den Paderborner Automobilzulieferer Benteler Automobiltechnik GmbH. Im Mai 2010 erwarb Norsk Hydro die damalige Aluminium-Sparte des brasilianischen Bergbauunternehmens Vale.
Im Oktober 2017 übernahm Norsk Hydro alle Anteile am bisherigen 50/50 Joint-Venture Sapa AS vom Partner Orkla ASA.
2020 war Norsk Hydro mit 5 Prozent an der Mineração Rio do Norte S.A. (MRN) beteiligt, die drei Bauxitminen in Porto Trombetas im Amazonasbecken betreibt.

## Cyberangriff auf Norsk Hydro 2019

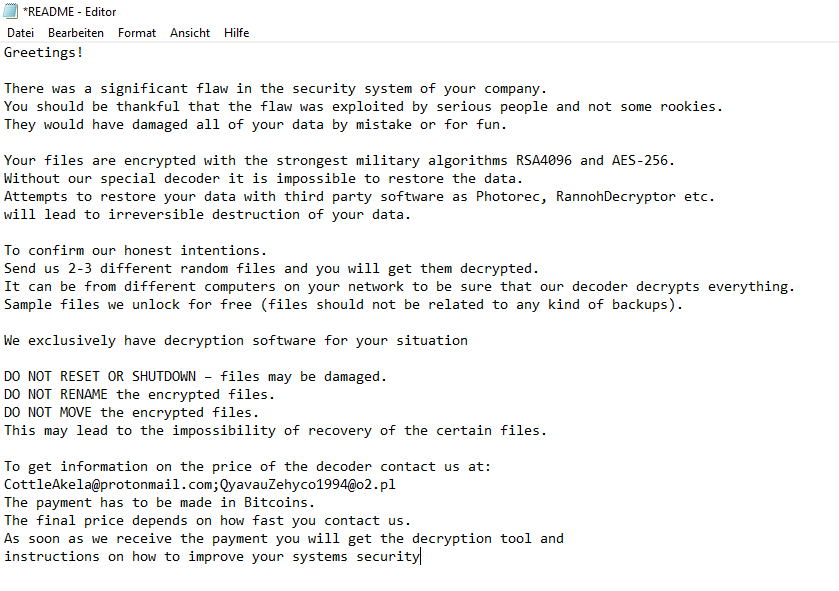
Ransomware-Nachricht von LockerGoga

In der Nacht zum 19. März 2019 wurde Norsk Hydro Opfer eines großangelegten Ransomware-Angriffs. Es wurde festgestellt, dass die Informationstechnischen-Systeme in den meisten Geschäftsfeldern von Norsk Hydro betroffen waren. Im Rahmen des Cyberangriffs wurden Tausende von Daten auf Firmenservern und Arbeitsrechnern von ca. 35.000 Mitarbeitern in 40 verschiedenen Ländern verschlüsselt.
Als Reaktion auf den Angriff wurden zunächst in erster Instanz die Anlagen vom Netz genommen und die Produktion weitestgehend auf manuellen Betrieb umgestellt. Die Angreifer forderten ein Lösegeld in unbekannter Höhe. Das Unternehmen weigerte sich jedoch, den Forderungen nachzukommen, stattdessen wurden die vorhandenen Backups und Sicherungen der betroffenen Systeme verwendet, um die Betriebsfähigkeit wiederherzustellen. Neben den internen Systemen war der Webauftritt des Unternehmens ebenfalls als Folge des Angriffs zeitweise nicht mehr erreichbar und das Unternehmen musste Informationen an die Öffentlichkeit über Facebook-Mitteilungen weitergeben.
Große Teile der Produktion wurden noch 4 Wochen nach dem Angriff weiterhin manuell betrieben. Der entstandene Schaden beläuft sich laut Norsk Hydro auf schätzungsweise 71 Millionen USD. Während der ersten Woche stand die Produktion in den am stärksten betroffenen Geschäftsbereichen nahezu still. Der Aluminiumpreis stieg in den ersten beiden Tagen nach dem Vorfall deutlich an.
Offiziellen Berichten zufolge kam bei dem Angriff auf das norwegische Unternehmen die Ransomware LockerGoga zum Einsatz. Laut Pressemitteilung gab es vor dem Einsatz der Verschlüsselungsfunktionalität von LockerGoga noch Manipulationen am Active Directory, einen Austausch von Admin-Passwörtern, Abmeldungen eingeloggter Nutzer und die Deaktivierung von Netzwerkgeräten. Anhand dieser Aktivitäten kann von einem gezielten Cyberangriff auf das Unternehmen ausgegangen werden, in dessen Rahmen eine individuelle Vorbereitung stattgefunden hat. Anfang des Jahres 2019 wurde die Schadsoftware LockerGoga erstmals gegen das französische Unternehmen Altran Technologies eingesetzt.
Norsk Hydro unterrichtete die Öffentlichkeit und die Börse unmittelbar nach der Detektion des Angriffs. Bereits einen Tag nachdem die Schadsoftware entdeckt wurde, gab es eine erste Pressekonferenz und auch in den folgenden Wochen wurde die Öffentlichkeit regelmäßig über den Stand der Maßnahmen informiert. Norsk Hydro wurde für den Umgang mit dem Vorfall international gelobt, es wurde kein Lösegeld gezahlt, Backups genutzt und eine transparente Informationspolitik betrieben.

## Umweltschäden im Brasilianischen Regenwald 2018
Im Februar 2018 wurden nach starken Regenfällen Teile des Amazonasgebietes um Para mit giftigem Rotschlamm der Aluminiumwerke Hydro AluNorte und Albras überschwemmt. Die Anlagen in der Region Barcarena, rund 15 Kilometer von der Millionenstadt Belém an der Flussmündung des Amazonas gelegen, werden von Alumínio Brasileiro, einem brasilianischen Partner von Hydro Norsk, betrieben und gehören zur Hälfte den Norwegern. Am 20. März 2018 gab Hydro Norsk zu, verunreinigtes Wasser ungeklärt in einen Fluss abgeleitet zu haben. Das Unternehmen hatte diesen Fakt zuerst zurückgewiesen. Der damalige Präsident des Unternehmens, Svein Richard Brandtzæg, sagte, man habe ungeklärtes Wasser aus den Auffangbecken in den Para-Fluss abgelassen, und er entschuldige sich für das Vorgehen. Er kündigte eine interne Untersuchung an, für die das Unternehmen 52,6 Millionen Euro investieren wolle.
Das Werk AluNorte – nach eigenen Angaben größte Aluminiumoxid-Raffinerie der Welt – wurde in Folge des Vorfalls gerichtlich angewiesen, seine Produktion um 50 % zu verringern.
In dem Schlamm der übergelaufenen Rotschlamm-Becken wiesen örtliche Behörden neben Bauxit in Flüssen der Region auch Aluminiumrückstände, Phosphor, Fluoride und Nitrat in hohen Konzentrationen nach. In der Nähe der Becken leben 5.000 Menschen; viele klagten über Übelkeit, Hautjucken und Durchfälle.

## Joint Ventures
- Alumínio Brasileiro: Joint Venture zwischen Norsk Hydro und Nippon Amazon Aluminium Co. Ltd. (NAAC)
- Qatar Aluminium: Joint Venture zwischen Qatar Petroleum und Hydro Aluminium AS, einer Tochter der Norsk Hydro.
- Aluminium Norf: Joint Venture zwischen Novelis und Hydro Aluminium AS, einer Tochter der Norsk Hydro. AluNorf mit Sitz im Neusser Stadtteil Norf ist das größte Aluminium-Walzwerk der Welt mit einer mittleren Walzleistung von 1,5 Millionen Tonnen Aluminium pro Jahr.